# Караколь (Каркаралинский район)
Караколь (каз. Қаракөл; бывш. Тельманская) — село в Каркаралинском районе Карагандинской области Казахстана. Административный центр и единственный населённый пункт Каракольского сельского округа. Код КАТО — 354865100.

## Население
В 1999 году население села составляло 645 человек (327 мужчин и 318 женщин). По данным переписи 2009 года, в селе проживало 515 человек (263 мужчины и 252 женщины).